# 南アメリカの紛争一覧

Development of Spanish American Independence
伝統的なスペイン法に基づく政府
Loyal to Supreme Central Junta or Cortes
American junta or insurrection movement
Independent state declared or established
Height of French control of the Peninsula

これはラテンアメリカの武力紛争一覧である。

## ペルー
- c. 900 BCE — c. 200 BCE チャビン文化

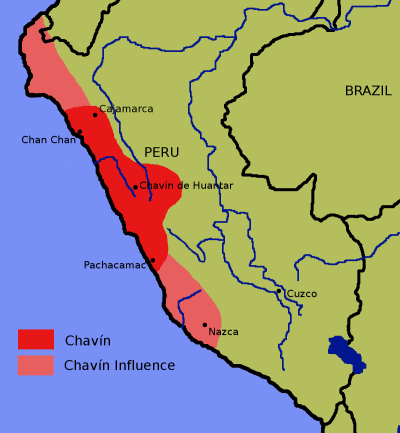
チャビン文化と影響を受けていたエリア

- c. 500 — c. 1100 CE ワリ帝国

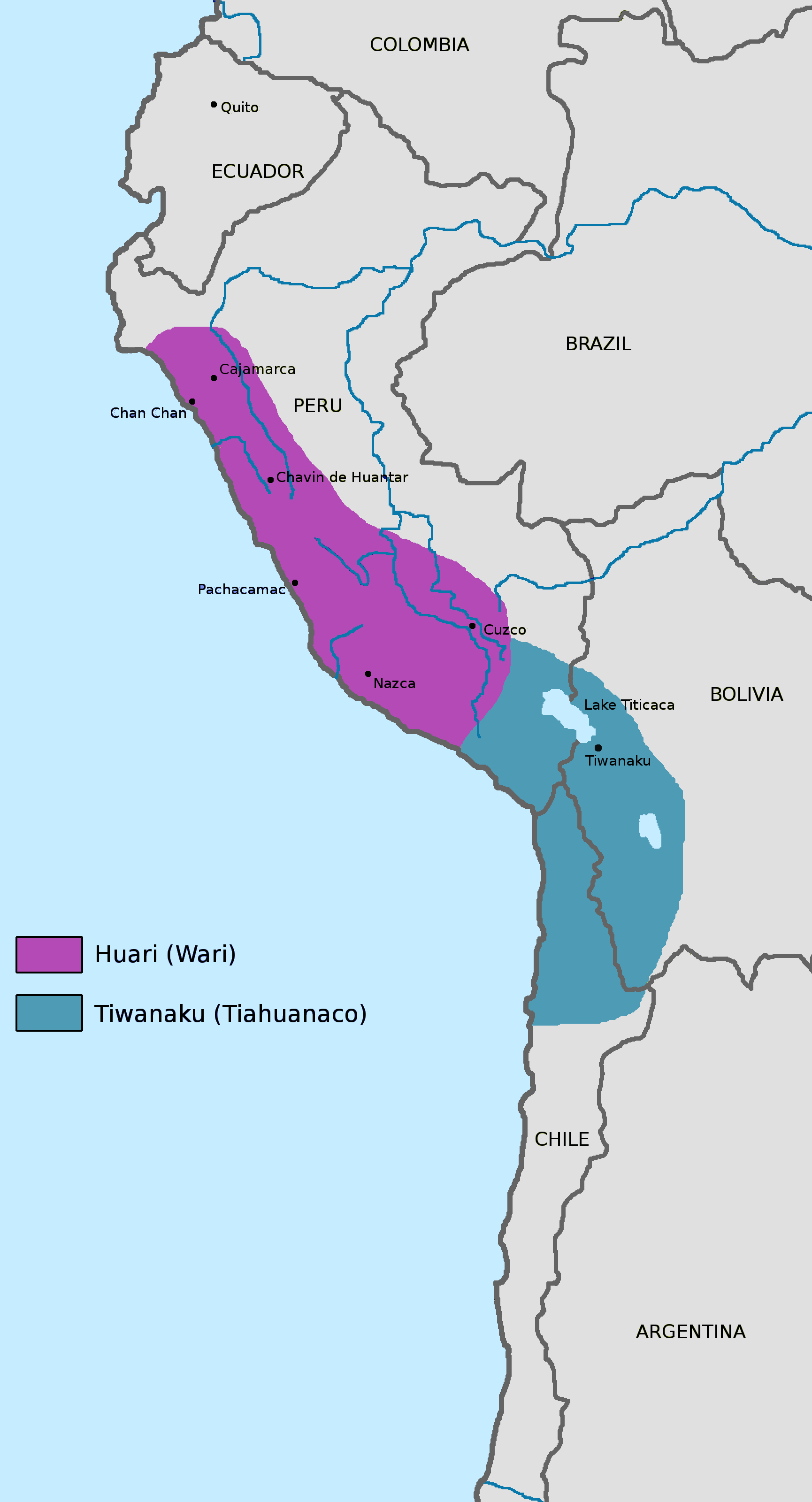
A map of the extent of the Wari Empire

- c. 1230 クスコ王国の第二代サパ・インカ(皇帝)のシンチ・ロカはInca外交官のTeuotihiを殺した後、近隣の王国と戦争を行った
- c. 1290 クスコ王国の第四代サパ・インカのマイタ・カパックはアレキパとMoquegua地域をインカ帝国の支配下に置いた
- c. 1320 クスコ王国の第5代サパ・インカのカパック・ユパンキはクスコの谷の外側の地域を始めて征服した
- c. 1350 — c. 1380 クスコ王国の第6代サパ・インカのインカ・ロカはChancasを征服したと伝えられている。
- c. 1380 クスコ王国の第7代サパ・インカのヤワル・ワカはChancasからの攻撃で首都を放棄した
- c. 1410 — c. 1438 クスコ王国の第8代サパ・インカのウィラコチャはChancasの攻撃から首都を防衛した
- c. 1438 — c. 1472 クスコ王国の第9代サパ・インカのパチャクテクはChancasとチムーを打ち負かした

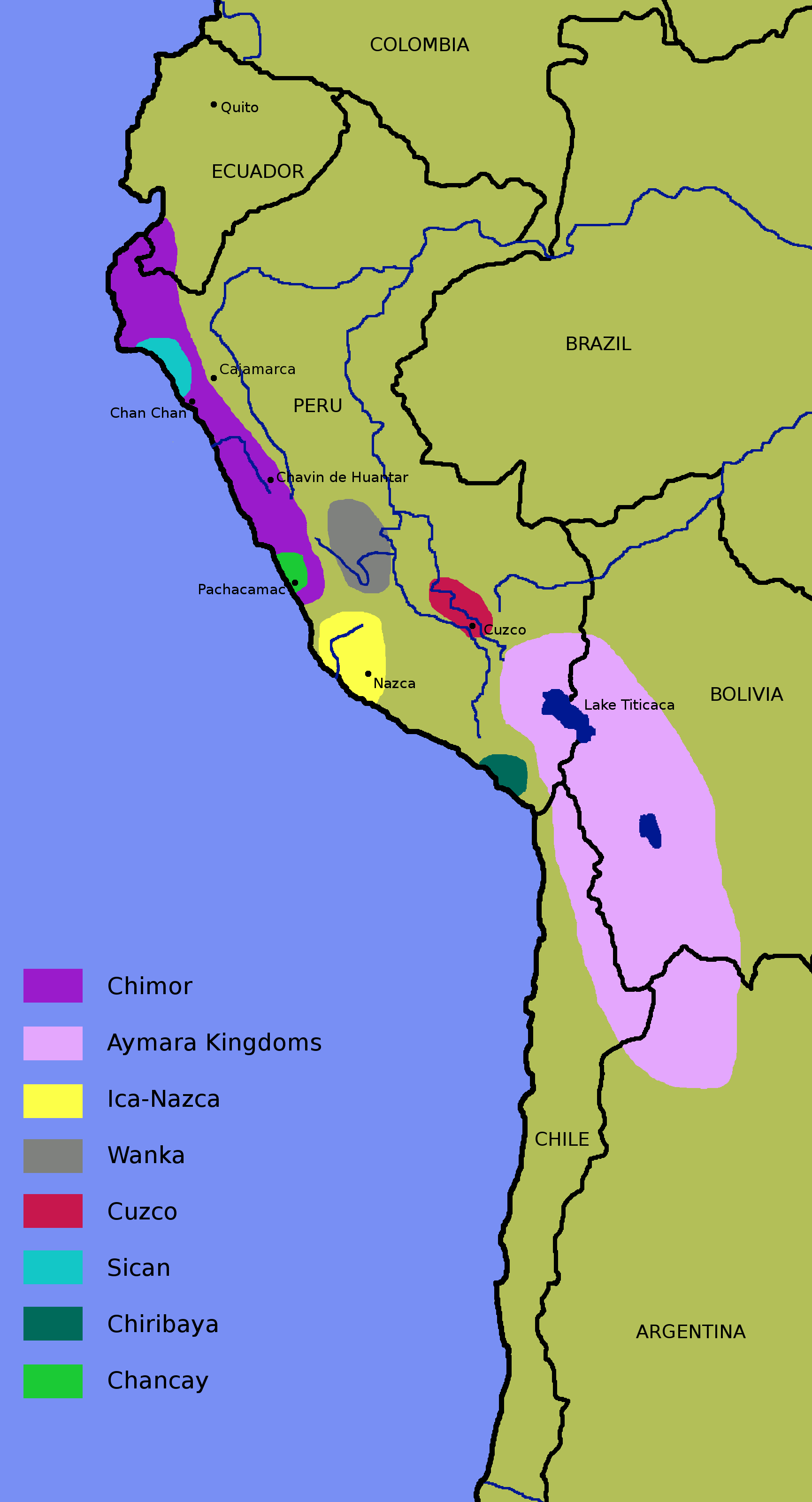
A map of the extent of the Kingdom of Cuzco in 1438

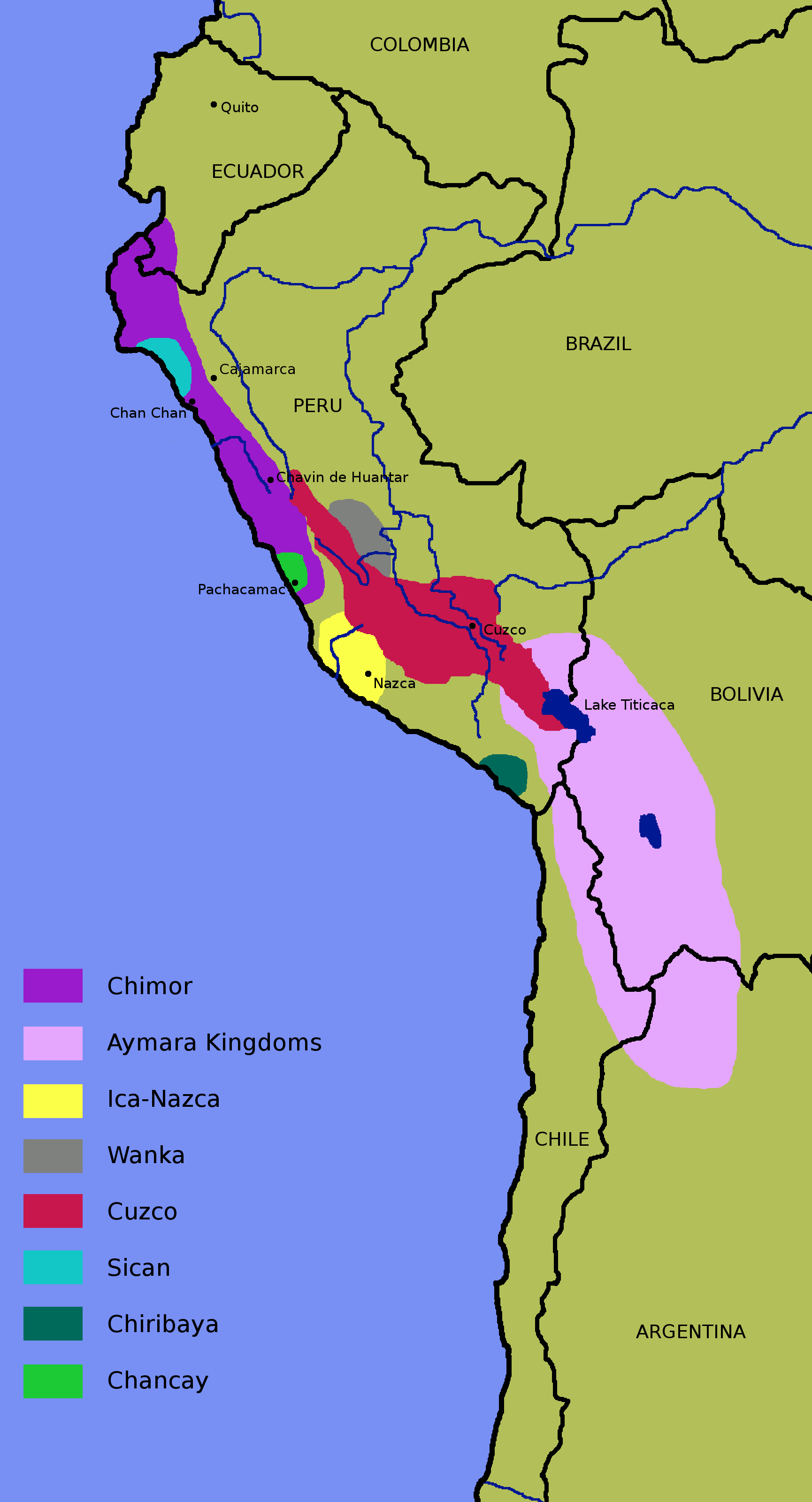
A map of the extent of the Kingdom of Cuzco in 1463

- c. 1472 — c. 1493 インカ帝国第10代サパ・インカのトゥパック・インカ・ユパンキはアンデス山脈に沿って北方へ領域を拡張し現代のエクアドルを通り、クスコの建築家と共に彼が再建したキトの都市に特別な愛情を持つようになった。この間に彼の父パチャクテクはクスコ王国をタワンティン・スウユ(4地方の意味)に再編成した。彼は南アメリカの大半に渡る規模にまでインカ帝国を拡大しようと他の国々(今日ではペルー、ボリビア、チリ及びアルゼンチンと呼ばれている)に対しての大規模な軍事征服を率いた。彼は1471年に父親が死亡した後、自身が1493年に死亡するまでサパ・インカに就任した。彼はインカの残っている中で最大のライバルであった北海岸(現在のペルー)を占領していたチムー王国を征服した。

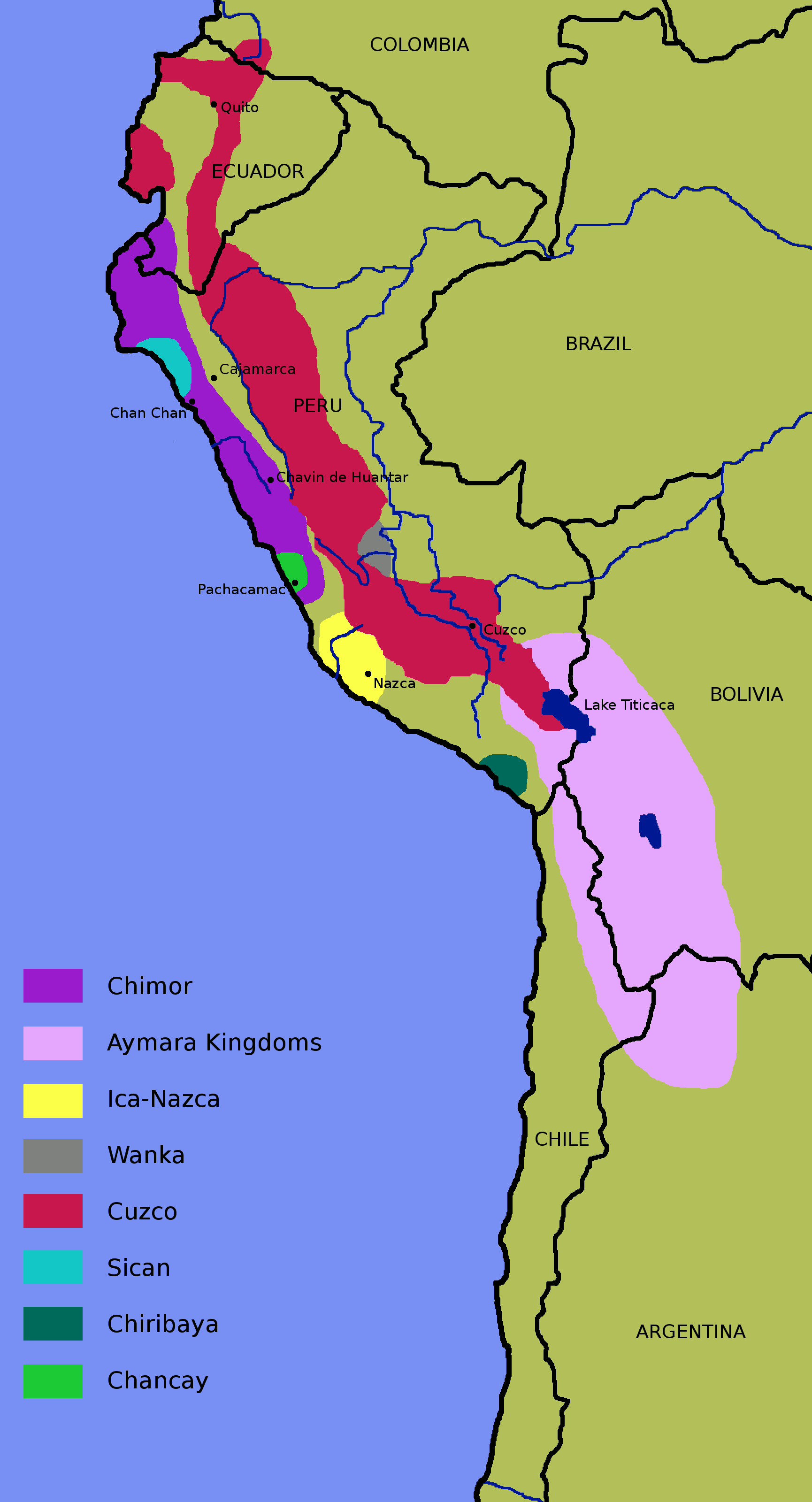
A map of the extent of the Kingdom of Cuzco in 1493

- c. 1493 — c. 1527 インカ帝国第11代サパ・インカのワイナ・カパックがインカ帝国を南へ(現在のチリとアルゼンチン)大幅に拡大し、北方(現在のエクアドルと南コロンビア)の土地の併合も試み、Atuntaquiのような都市を設立した。さらに北では、ワイナ・カパックの軍隊はChinchipe川流域に到達したが、シュアール族によって押し戻された(1527年)。彼の治世下でインカ帝国は現在のボリビア、ペルー、アルゼンチン、チリ、エクアドル及びコロンビア南西部の大半まで拡大し、規模と力が絶頂に達した。

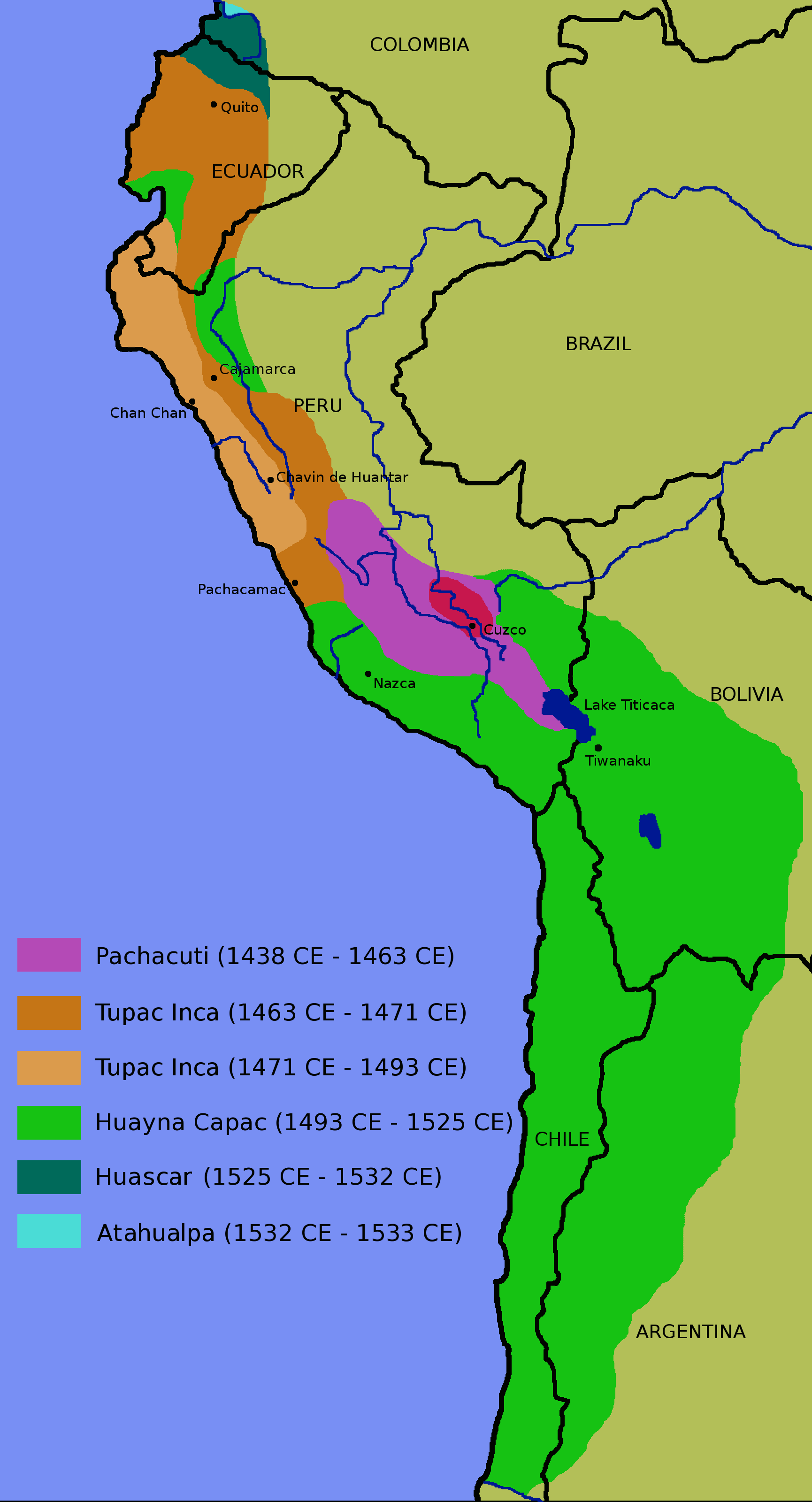
A map of the Inca Empire at its greatest extent

- c. 1529 — c. 1532 インカ内戦
  - 1529 Chillopampaの戦い
  - 1531 Mullihambatoの戦い
  - 1531 Chimborazoの戦い アタワルパとワスカル間の戦争
  - 1532 Huanucopampaの戦い
  - 1532 キパイパン(Quipaipan)の戦い
- 1525 — 1572 スペインのインカ帝国征服
  - 1525 プンタ・ケマダの戦い
  - 1531 プナ島の戦い
  - 1532 カハマルカの戦い
  - 1533 ヴィルカコンガの戦い
  - 1533 クスコの戦い
  - 1534 マライカラの戦い
  - 1534 チンポラゾ山の戦い
  - 1536 クスコ包囲戦
  - 1537 オリャンタイタンボの戦い
  - 1537 アバンカイの戦い
  - 1538 ラスサリナスの戦い
  - 1542 チュパスの戦い
  - 1546 アニャキートの戦い
  - 1547 ウアリナ(Huarina)の戦い
  - 1548 Jaquijahuanaの戦い
  - 1572 スペインとの最終戦争
- 1812 — 1821 ペルー独立戦争
- 1836 — 1839 連合戦争 - ペルー・ボリビア連合とチリの間の戦争
- 1879 — 1884 太平洋戦争でボリビアとペルーがチリと戦闘
- 1932 — 1933 コロンビア・ペルー戦争
- 1941 — 1942 エクアドル・ペルー戦争
- 1981 エクアドルとペルーがPaquisha事件で再び衝突した
- 1980 — 進行中 ペルー武力紛争 - センデロ・ルミノソとペルー政府間での戦闘
- 1995 エクアドルとペルーがセネパ戦争で領土を巡って争った

## チリ
- c. 500 — c. 1100 ワリ帝国
- c. 1472 — 1493 インカ帝国第10代サパ・インカのトゥパック・インカ・ユパンキはアンデス山脈に沿って北方へ領域を拡張し現代のエクアドルを通り、クスコの建築家と共に彼が再建したキトの都市に特別な愛情を持つようになった。この間に彼の父パチャクテクはクスコ王国をタワンティン・スウユ(4地方の意味)に再編成した。彼は南アメリカの大半に渡る規模にまでインカ帝国を拡大しようと他の国々(今日ではペルー、ボリビア、チリ及びアルゼンチンと呼ばれている)に対しての大規模な軍事征服を率いた。彼は1471年に父親が死亡した後、自身が1493年に死亡するまでサパ・インカに就任した。彼はインカの残っている中で最大のライバルであった北海岸(現在のペルー)を占領していたチムー王国を征服した。
- c. 1493 — 1527 インカ帝国第11代サパ・インカのワイナ・カパックがインカ帝国を南へ(現在のチリとアルゼンチン)大幅に拡大し、北方(現在のエクアドルと南コロンビア)の土地の併合も試み、Atuntaquiのような都市を設立した。さらに北では、ワイナ・カパックの軍隊はChinchipe川流域に到達したが、シュアール族によって押し戻された(1527年)。彼の治世下でインカ帝国は現在のボリビア、ペルー、アルゼンチン、チリ、エクアドル及びコロンビア南西部の大半まで拡大し、規模と力が絶頂に達した。征服された南方の土地(ボリビア、アルゼンチン、チリ内)は、インカ帝国のQullasuyu地方となった
- 1536 — 1826 アラウコ戦争
  - 1536 Reynogüelénの戦い
  - 1546 Quilacuraの戦い
  - 1550 アンダリエンの戦い
  - 1550 ペンコの戦い
  - 1553 トゥカペルの戦い
  - 1554 Marihueñuの戦い
  - 1556 ペテロアの戦い
  - 1557 Mataquitoの戦い
  - 1557 Lagunillasの戦い
  - 1557 Millarapueの戦い
  - 1558 Quiapoの戦い
  - 1564 コンセプシオン包囲戦
  - 1564 アンゴルの戦い
  - 1569 Catiraiの戦い
  - 1598 Curalabaの戦い
  - 1599 — 1604 7都市の破壊
  - 1612 守備戦
  - 1655 マプチェ暴動
  - 1712 ウィジチェの反乱
  - 1723 マプチェ反乱
  - 1759、1766と1769 マプチェの反乱
  - 1792 ウィジチェの反乱
- 1810 — 1826 チリ独立戦争
- 1829 — 1830 チリ内戦
- 1836 — 1839 連合戦争 ペルー・ボリビア連合とチリとの戦闘
- 1851 チリ革命
- 1861 — 1883 アラウカニア制圧作戦
- 1864 — 1866 スペインと旧植民地のペルーとチリとの間でチンチャ諸島戦争が勃発した
- 1879 — 1884 太平洋戦争でボリビアとペルーがチリと戦った
- 1891 チリ内戦

## ボリビア
- c. 500 — c. 1100 ワリ帝国
- c. 1472 — 1493 インカ帝国第10代サパ・インカのトゥパック・インカ・ユパンキはアンデス山脈に沿って北方へ領域を拡張し現代のエクアドルを通り、クスコの建築家と共に彼が再建したキトの都市に特別な愛情を持つようになった。この間に彼の父パチャクテクはクスコ王国をタワンティン・スウユ(4地方の意味)に再編成した。彼は南アメリカの大半に渡る規模にまでインカ帝国を拡大しようと他の国々(今日ではペルー、ボリビア、チリ及びアルゼンチンと呼ばれている)に対しての大規模な軍事征服を率いた。彼は1471年に父親が死亡した後、自身が1493年に死亡するまでサパ・インカに就任した。彼はインカの残っている中で最大のライバルであった北海岸(現在のペルー)を占領していたチムー王国を征服した。南の征服された土地(ボリビア、アルゼンチン及びチリ)はインカ帝国の Qullasuyu地方となった
- 1836 — 1839 連合戦争 ペルー・ボリビア連合とチリとの戦闘
- 1879 — 1884 太平洋戦争 (1879年-1884年)でボリビアとペルーがチリと戦った

## エクアドル
- c. 1471 — 1493 インカ帝国第10代サパ・インカのトゥパック・インカ・ユパンキはアンデス山脈に沿って北方へ領域を拡張し現代のエクアドルを通り、クスコの建築家と共に彼が再建したキトの都市に特別な愛情を持つようになった他、チムー王国を征服した。
- c. 1493 — 1527 インカ帝国第11代サパ・インカのワイナ・カパックがインカ帝国を南へ(現在のチリとアルゼンチン)大幅に拡大し、北方(現在のエクアドルと南コロンビア)の土地の併合も試み、Atuntaquiのような都市を設立した。さらに北では、ワイナ・カパックの軍隊はChinchipe川流域に到達したが、シュアール族によって押し戻された(1527年)。彼の治世下でインカ帝国は現在のボリビア、ペルー、アルゼンチン、チリ、エクアドル及びコロンビア南西部の大半まで拡大し、規模と力が絶頂に達した。北の征服された土地(ペルー、エクアドル及びコロンビア内)はインカ帝国のChinchay Suyu地方となった

## アルゼンチン
- c. 1472 — 1493 インカ帝国第10代サパ・インカのトゥパック・インカ・ユパンキはアンデス山脈に沿って北方へ領域を拡張し現代のエクアドルを通り、クスコの建築家と共に彼が再建したキトの都市に特別な愛情を持つようになった。この間に彼の父パチャクテクはクスコ王国をタワンティン・スウユ(4地方の意味)に再編成した。彼は南アメリカの大半に渡る規模にまでインカ帝国を拡大しようと他の国々(今日ではペルー、ボリビア、チリ及びアルゼンチンと呼ばれている)に対しての大規模な軍事征服を率いた。彼は1471年に父親が死亡した後、自身が1493年に死亡するまでサパ・インカに就任した。彼はインカの残っている中で最大のライバルであった北海岸(現在のペルー)を占領していたチムー王国を征服した。
- c. 1493 — 1527 インカ帝国第11代サパ・インカのワイナ・カパックがインカ帝国を南へ(現在のチリとアルゼンチン)大幅に拡大し、北方(現在のエクアドルと南コロンビア)の土地の併合も試み、Atuntaquiのような都市を設立した。さらに北では、ワイナ・カパックの軍隊はChinchipe川流域に到達したが、シュアール族によって押し戻された(1527年)。彼の治世下でインカ帝国は現在のボリビア、ペルー、アルゼンチン、チリ、エクアドル及びコロンビア南西部の大半まで拡大し、規模と力が絶頂に達した。征服された南方の土地(ボリビア、アルゼンチン、チリ内)は、インカ帝国のQullasuyu地方となった
- 1754 — 1757 スペイン・ポルトガルの「グラアニー国家」(イエスズ会が支援)侵攻 (グラアニー戦争)
- 1810 — 1818 アルゼンチン独立戦争
- 1814 — 1880 アルゼンチン内戦
- 1975 — 1976 独立作戦
- 1976 — 1983 汚い戦争
- 1982 フォークランド紛争

## コロンビア
- c. 1493 — 1527 インカ帝国第11代サパ・インカのワイナ・カパックがインカ帝国を南へ(現在のチリとアルゼンチン)大幅に拡大し、北方(現在のエクアドルと南コロンビア)の土地の併合も試み、Atuntaquiのような都市を設立した。さらに北では、ワイナ・カパックの軍隊はChinchipe川流域に到達したが、シュアール族によって押し戻された(1527年)。彼の治世下でインカ帝国は現在のボリビア、ペルー、アルゼンチン、チリ、エクアドル及びコロンビア南西部の大半まで拡大し、規模と力が絶頂に達した。北の征服された土地(ペルー、エクアドル及びコロンビア内)はインカ帝国のChinchay Suyu地方となった
- 1470 – 1490 ムイスカ戦争
- 1499 – 1602 スペインのチブチャ語国家征服
- 1537 – 1539 スペインのムイスカ征服
- 1828 – 1829 大コロンビア・ペルー戦争
- 1860 – 1862 コロンビア内戦
- 1899 – 1902 コロンビア千日戦争
- 1932 – 1933 コロンビア・ペルー戦争
- 1948 – 1958 ラ・ビオレンシア(暴力)の時代
- 1964 – 進行中 コロンビア内戦
- 2012 第6回米州首脳会議で北アメリカ(アメリカ合衆国とカナダ)がキューバの米州首脳会議への参加を拒否し、議論が原因で更なる戦争と進行中の戦争の戦争の継続を誘発した

## ブラジル
- 1557 — 1575 リオデジャネイロのフランスの植民地を巡ってのフランス・ポルトガル紛争
- 1591 イギリスの私掠船船長トマス・キャベンディッシュがサントスを占領
- 1821 — 1825 ブラジル独立戦争
- 1835 マレの反乱
- 1835 — 1845 共和党員がブラジル帝国に対して反乱を起こした(ラガマフィン戦争)が鎮圧された
- 1896 — 1897 カヌードスの反乱 (カヌードス戦争)
- 1912 — 1916 コンテスタード戦争 ブラジルでの反乱 (失敗)
- 1932 — 1932 護憲革命 - ブラジルのサンパウロ州を中心とした反乱(失敗)

## フランス領ギアナ
- 1809 ポルトガルのフランス領ギアナ侵攻

## ベネズエラ
- 1811 — 1823 ベネズエラ独立戦争
- 1859 — 1863 ベネズエラの連邦戦争
- 1908 オランダ・ベネズエラ戦争 -ベネズエラとオランダ王国の間の紛争

## パラグアイ
- 1864 — 1870 三国同盟戦争
- 1922 パラグアイ内戦が勃発
- 1932 — 1935 チャコ戦争 ボリビアとパラグアイの戦闘
- 1947 コロラド党がパラグアイ内戦で勝利
- 2005 - 進行中　パラグアイ人民軍(EPP)の反乱

## ウルグアイ
- 1820 — 1828 将来のウルグアイの地位を巡りシスプラティーナ戦争が勃発
- 1839 — 1851 ウルグアイ内戦 (大戦争)
- 1864 — 1865 ウルグアイ戦争
- 1851 — 1852 ラ・プラタ戦争

## 関連リンク
- 北アメリカの紛争一覧
- 中央アメリカの紛争一覧
- ヨーロッパの紛争一覧
- アフリカの紛争一覧
- アジアの紛争一覧
- 近東の紛争一覧
- 中東の現代の紛争一覧
- 戦争一覧
- ブラジルの反乱と革命一覧